# Axel Holmström (uppfinnare)
Johan Axel Holmström, född 23 augusti 1870 i Gävle, död 28 augusti 1954 i Monte Carlo, var en svensk uppfinnare, flygpionjär, målare och grafiker, mest känd som uppfinnare av en förbättrad etsningsmaskin för klichéplåtar.

## Biografi
Axel Holmström utbildade sig i konstnärliga och tekniska ämnen i Sverige och utlandet. Han öppnade därefter en ”konstateljé” I Gävle, där han åtog sig målningar av både porträtt och landskap samt tillverkning av klichéer. Han utförde bland annat 1896-1897 tavlor av interiörer och exteriörer av Sandvikens järnverk. Samtidigt arbetade han med modeller av flygplan och gjorde 1897 en variant med gummimotorer och experimenterade även med raketdrivna modeller.
1901 tog han sitt första patent på en etsningsmaskin där skovlar slungade etsningsvätskan mot klichéplåten. I maskinen Axel, ibland kallad Sirius, Mignon eller Axelette, utfördes etsningen i slutet men ventilerat utrymme vilket var mycket mer miljövänligt än den tidigare tids- och arbetskrävande processen. Maskinen blev inom kort en succé och världsledande. Den introducerades bland annat i Tyskland och USA och under de kommande decennierna över hela världen. 
Etsningsmaskinen gav Axel Holmström en förmögenhet som han i början utnyttjade till målarresor i Italien och Frankrike där han också vistades längre tider. Han målade i en romantiserande naturstil och också i en teknik som påminner om impressionistisk pointillism. Han ställde ut flera arbeten under sin tid i Rom. 
I december 1913 demonstrerade Axel Holmström sitt eget konstruerade sjöflygplan som han kallade Havsörnen. Vid demonstrationen lyfte han inte med planet, men sägs ha gjort detta senare. Havsörnens motor var en 100 hästkrafters Argus som finns på Tekniska museet i Stockholm.
Holmström kom sedan att fortsätta utveckling och försäljning av etsningsmaskinen, framförallt från fabrik och kontor i Philadelphia, USA. Han fick flera patent på förbättringar av maskinen men även på sådana konstruktioner som en bomb avsedd att fällas  från flygplan, flercylindriga motorer och luftkylningsanordningar. 
I sin ungdom var Axel Holmström engagerad i Frälsningsarmén där han blev löjtnant och även fann sin första hustru Augusta Härnström, kapten i armén.